# Anne-Marie Bigot de Cornuel
Anne-Marie Bigot, Mme de Cornuel (ur. 29 listopada 1605, zm. 9 lutego 1694) – francuska arystokratka i pisarka. Znana jest powszechnie jako autorka powiedzenia Il n'y a pas de héros pour son valet-de-chambre, które oznacza, że trudno zaimponować komuś bliskiemu, kto zna wszystkie nasze słabości. Frazę te wykorzystał angielski dramaturg Samuel Foote w dramacie The Patron z 1764.